# Чесноков, Владимир Петрович
Владимир Петрович Чесноко́в (1910—1993) — советский промышленный деятель, Герой Социалистического Труда (1966).

## Биография

Могила Чеснокова на Троекуровском кладбище Москвы.

Владимир Чесноков родился 12 июля 1910 года в Кронштадте. После окончания средней школы поступил в Ленинградский химико-технологический институт, который окончил в 1932 году. Работал на Ленинградском шинном заводе, пройдя путь от инженера до директора завода. В годы Великой Отечественной войны руководил Омским шинным заводом, который под его руководством был полностью переоборудован и уже в феврале 1942 года дал первую продукцию. С 1943 года Чесноков руководил Московским шинным заводом, который под его руководством был пущен в строй и дал стране первую продукцию.
С 1955 года Владимир Чесноков руководил Ярославским шинным заводом. За годы его директорства завод полностью был переоборудован, появились новые корпуса, жильё и ведомственные социальные объекты, освоена новая продукция — бескамерные шины, шины со съёмным протектором, шины с увеличенным сроком службы, тракторные шины высшей категории качества, шины для транспорта в условиях Крайнего Севера и Африки. Многое из этой продукции на тот момент не имело аналогов в мире. Во время его руководства заводом на его базе был создан футбольный клуб «Шинник».
Указом Президиума Верховного Совета СССР от 28 мая 1966 года за «большой вклад в развитие автомобильной промышленности» Владимир Чесноков был удостоен высокого звания Героя Социалистического Труда с вручением ордена Ленина и медали «Серп и Молот».
С 1976 года — на пенсии, однако продолжал некоторое время работать заместителем по науке директора научно-исследовательского института шинной промышленности. Проживал в Москве. 
Скончался 30 ноября 1993 года, похоронен на Троекуровском кладбище Москвы.
Был награждён двумя орденами Ленина, двумя орденами Трудового Красного Знамени, орденом «Знак Почёта» и рядом медалей.